# Grand maréchal de Suède
Pour les articles homonymes, voir Grand maréchal (armée).

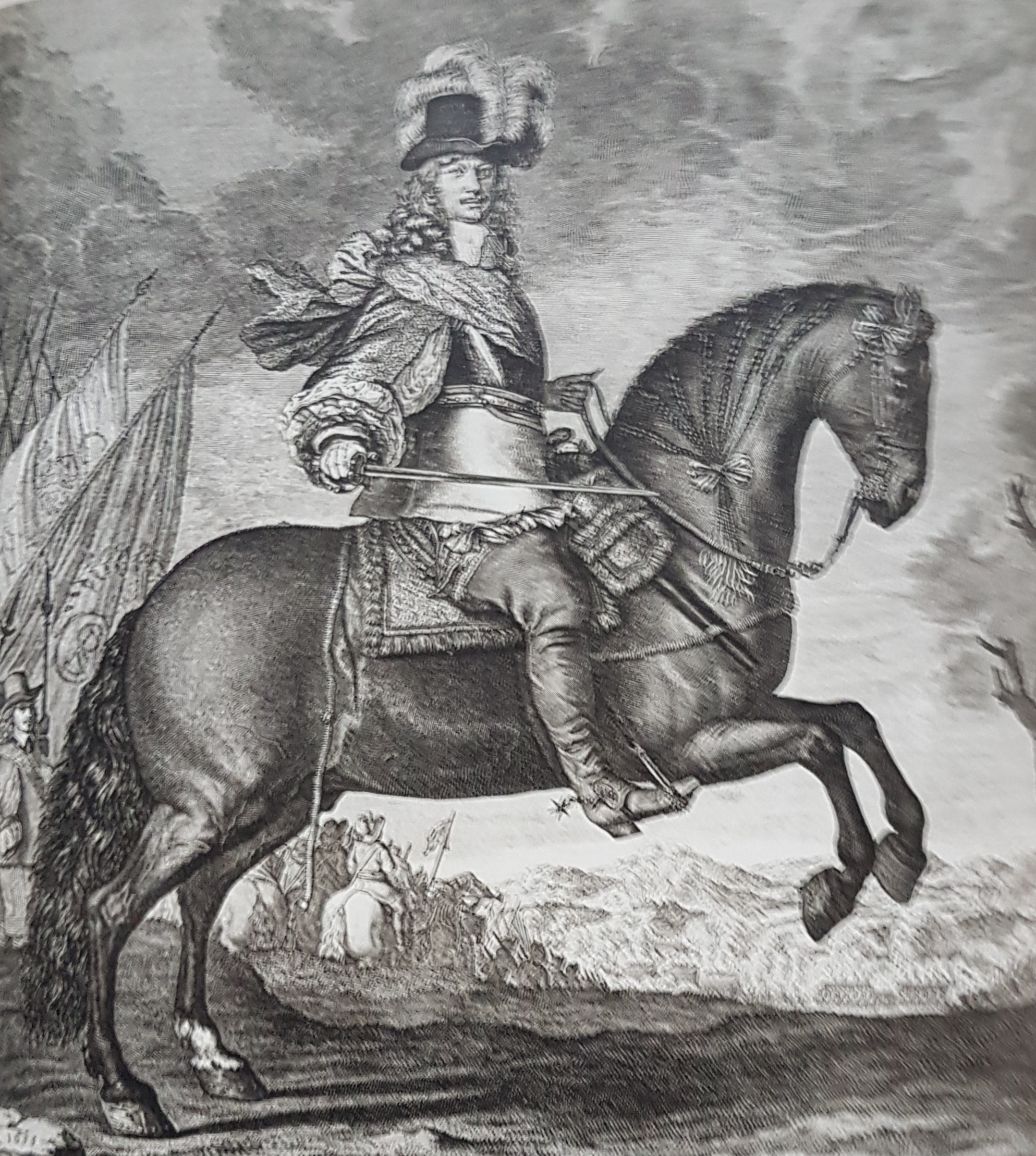
Carl Gustaf Wrangel, gravure sur cuivre de Jeremias Falck, photographie d'une image provenant du dictionnaire suédois d'artistes Allhem. La gravure sur cuivre est réalisée d'après une peinture à l'huile de David Klöcker Ehrenstrahl de 1652, qui se trouve à Skokloster.

Le grand maréchal de Suède (riksmarsk ou simplement marsk en suédois) est l'un des principaux officiers du royaume de Suède. Cette charge est attestée pour la première fois à la fin du XIIIe siècle, lorsque Torgils Knutsson devient marschalcus sous le règne de Magnus III, et disparaît en 1676 avec la mort de son dernier détenteur, Carl Gustaf Wrangel. Le grand maréchal est membre du Conseil du royaume de Suède (sv) et fait partie des cinq grands officiers du royaume (sv) au XVIIe siècle.

## Liste des Grands maréchaux de Suède
- 128?-1306 : Torgils Knutsson
- 1310-1318 : Håkan Jonsson Läma (sv)
- 1364-1371 : Karl Ulfsson Sparre av Tofta (sv)
- 1374-1387 : Sten Bengtsson Bielke (sv)
- 1435-1438 : Karl Knutsson Bonde
- 1439 : Nils Stensson Natt och Dag (sv)
- 145?-1456 : Tord Karlsson Bonde (sv)
- 1457-1464 : Ture Turesson Bielke (sv)
- 1497-150? : Svante Nilsson
- 1523-1554 : Lars Siggesson Sparre
- 1561-1564 : Svante Sture le Jeune (sv)
- 1569-1571 : Gustaf Olofsson Stenbock till Torpa (sv)
- 1590-1597 : Clas Eriksson Fleming
- 1600-1605 : Anders Lennartsson (sv)
- 1607-1612 : Magnus Brahe (sv)
- 1612-1620 : Axel Ryning (sv)
- 1620-1652 : Jacob De la Gardie
- 1653-1657 : Gustaf Horn
- 1660 : Adolphe-Jean de Palatinat-Deux-Ponts-Cleebourg
- 1660-1661 : Lars Kagg (sv)
- 1664-1676 : Carl Gustaf Wrangel